# Гончарова Наталя Олегівна
Наталія Олегівна Гончарова (у шлюбі 2012—2016 — Обмочаєва; нар. 1 червня 1989, Сколе, Львівська область) — українська і російська волейболістка, діагональна нападаюча, гравчиня збірної Росії, чемпіонка світу 2010 року, дворазова чемпіонка Європи. Заслужений майстер спорту Росії (2010) .

## Життєпис
Наталія Гончарова народилася 1989 року в місті Сколе Львівської області. Волейболом почала займатися в Івано-Франківську, куди переїхала разом з сім'єю. Перший тренер — Петро Погребенник. У чемпіонаті України виступала за команди «Регіна» (Рівне) та «Університет» (Івано-Франківськ). Також грала за юніорську та молодіжну збірні України. У 2005 році стала чемпіонкою Європи серед юніорів, а в 2006 — бронзовою призеркою чемпіонату Європи серед молодіжних команд .
З 2008 року виступає за московське «Динамо», у складі якого в 2009, 2016 2017, 2018 і 2019 ставала чемпіонкою Росії, а в 2010—2015 роках — тричі поспіль вигравала срібні медалі чемпіонатів Росії. Також в складі московської команди тричі ставала переможницею розіграшів Кубка Росії .
Разом з Наталією гравцем команди «Динамо» (Москва) в ряді сезонів була і її сестра Валерія.
17 серпня 2012 року Гончарова одружилася з волейболістом казанського «Зеніту» і збірної Росії Олексієм Обмочаєвим.
У січні 2016 року пара розлучилася, і спортсменка повернулася до дошлюбного прізвища Гончарова.

## Збірна Росії
В середині 2010 року було затверджено зміна Наталією Гончаровою волейбольного громадянства з українського на російське (в листопаді 2007 на європейському кваліфікаційному турнірі Олімпіади-2008 спортсменка останній раз грала у складі збірної України). Після цього головний тренер збірної Росії Володимир Кузюткін включив Наталію до складу російської збірної. Дебют у головній команді країни відбувся в червні 2010 року на міжнародному турнірі «Монтре Волею Мастерс».
У липні 2010 року Гончарова в складі збірної Росії стала переможницею Кубка Єльцина, а в листопаді того ж року — чемпіонкою світу. Надалі в складі збірної брала участь в найбільших міжнародних турнірах, неодноразово стаючи їх переможцем і призером, в тому числі чемпіонкою Європи в 2013 році.
У жовтні 2015 року волейболістка в складі збірної Росії знову стала переможницею європейської першості, а в 2019 — бронзовою призеркою Кубка світу.

## Досягнення

### Зі збірними України
- чемпіонка Європи серед дівчат 2005 року;
- бронзова призерка чемпіонату Європи серед молодіжних команд 2006 року;
  - учасниця юніорського (2005) та молодіжного (2007) чемпіонатів світу.

### Зі збірними Росії
- чемпіонка світу 2010 року ;
  - учасниця чемпіонатів світу 2014 і 2018 .
- учасниця Олімпійських ігор 2012 і 2016 ;
- бронзова призерка розіграшу Кубка світу 2019 ;
  - учасниця розіграшу Кубка світу 2015, найкраща діагональна нападаюча турніру.
- дворазова чемпіонка Європи — 2013, 2015 ;
  - бронзова призерка чемпіонату Європи 2007 ;
  - учасниця чемпіонатів Європи 2011, 2017 і 2019 .
- срібна призерка Гран-прі-2015, найкраща діагональна нападаюча фінального турніру;
  - бронзова призерка Гран-прі 2014 ;
- 4-разова переможниця Кубка Єльцина (2010, 2012, 2013, 2015).
- чемпіонка Всесвітньої Універсіади 2013 у складі студентської збірної Росії.

### З клубом
- 5-разова чемпіонка Росії — 2009, 2016, 2017, 2018, 2019;
  - 6-кратна срібна призерка чемпіонатів Росії — 2010, 2011, 2012, 2013, 2014, 2015 ;
- 4-разова володарка Кубка Росії — 2009, 2011, 2013, 2018 ;
  - дворазова срібна призерка Кубка Росії — 2012, 2016 .
- дворазова володарка Суперкубка Росії — 2017, 2018.
- срібна призерка Ліги Чемпіона 2009 .

За опитуванням головних тренерів команд суперліги чотири рази поспіль визнавався найкращою волейболісткою чемпіонатів Росії (2014/2015, 2015/2016, 2016/2017 і 2017/2018), стаючи володарем призу імені Людмили Булдакової.
MVP «фіналу чотирьох» чемпіонату Росії 2016 і «фіналу чотирьох» розіграшу Кубка Росії 2018.

## Нагороди
- Почесна грамота Президента Російської Федерації (19 липня 2013 року) — за високі спортивні досягнення на XXVII Всесвітньої літньої універсіади 2013 року в місті Казані